# Anna Magdalena Bach
Anna Magdalena Bach (Zeitz, 1701. szeptember 22. – Lipcse, 1760. február 27.) német énekesnő, Johann Sebastian Bach második felesége, akit Maria Barbara Bach halála után vett el.
A szász-weißenfeldi Johann Kaspar Wilcke udvari trombitás lányaként született. 1720-ban érkezett Anna Magdalena Köthenbe, ott ismerte meg Bachot, akihez 1721. december 3-án hozzáment.

## Gyermekei
- Christiana Sophia Henrietta (1723 tavasza – 1726. június 29.)
- Gottfried Heinrich (Lipcse, 1724. február 27. – Naumburg, 1763. február 12.)
- Christian Gottlieb (Lipcse, 1725. április 14. – 1728. szeptember 2.)
- Elisabeth Juliana Friedrica („Lieschen”) (Lipcse, 1726. április 5. – Lipcse, 1781. augusztus 24.)
- Ernestus Andreas (Lipcse, 1727. október 30. – 1727. november 1.)
- Regina Johanna (Lipcse, 1728. október 10. – 1733. április 25.)
- Christiana Benedicta (Lipcse, 1730. január 1. – 1730. január 4.)
- Christiana Dorothea (Lipcse, 1731. március 18. – 1732. augusztus 31.)
- Johann Christoph Friedrich („Friedrich”) (Lipcse, 1732. június 23. – Bückeburg, 1795. január 26.)
- Johann Augustus Abraham (Lipcse, 1733. november 5. – 1733. november 6.)
- Johann Christian („Christel”, a „milánói Bach”, vagy a „londoni Bach” néven emlegetik) (Lipcse, 1735. szeptember 7. – London, 1782. január 1.)
- Johanna Carolina (Lipcse, 1737. október 30. – Lipcse, 1781. augusztus 18.)
- Regina Susanna (Lipcse, 1742. február 22. – Lipcse, 1809. december 14.)